# Салака
Сала́ка, или балтийская сельдь (лат. Clupea harengus membras) — балтийский подвид атлантической сельди из семейства сельдевых. Длина до 20 см, весит 25—50 г. Обитает в Балтийском море, в его пресноводных Куршском и Калининградском заливах и пресных водах некоторых озёр Швеции.

## Описание
Длина небольшой головы равна 23,4— 25,9 % длины тела. Диаметр крупных глаз составляет 24,7—28,7 % длины головы. Рот средний; конец верхней челюсти доходит до середины глаза; имеются хорошо развитые сошниковые зубы. Брюхо закруглённое с слабовыраженным килем, образованным 9—15 чешуями. В спинном плавнике 17—21 луч (в среднем 19, первые 3—4 луча неветвистые); в анальном плавнике 15—19 (в среднем 17, первые 3 луча неветвистые); на 1-й жаберной дуге 60—71 (в среднем 66) тычинок; позвонков 54—57 (в среднем 55). Дорсальная поверхность тёмно-голубая, бока более светлые, брюхо серебристо-белое.

## Биология
Питается мелкими ракообразными. Держится всегда стайно, преимущественно в верхних слоях воды (пелагическая рыба). Половая зрелость наступает у салаки в возрасте двух-трех лет. Живёт до 11 лет. Основную массу в уловах составляют особи в возрасте двух—четырёх лет, длиной 14—16 см. Салака образует локальные стада, приуроченные к отдельным участкам моря и к заливам, а также «сезонные» расы, различающиеся сроками нереста. Различают две расы: весеннюю и осеннюю. Весенняя раса салаки мечет икру в мае — июне на глубине до 5—7 м; икра донная. Осенняя раса малочисленна, мечет икру в августе — сентябре в отдалении от берегов. Для осенней расы отмечают большеглазую и малоглазую формы. Кроме обычной, мелкой (до 20 см), формы встречаются гигантские салаки до 37,5 см (Riesenstromlinge — у немцев, jättesströmmingar — у шведов и silli у финнов), которые принадлежат к тому же балтийскому подвиду, но являются особой, быстро растущей расой. Весенняя салака популяции Рижского залива становится половозрелой в возрасте около двух лет, осенняя салака в 2—3 года. Морская весенняя салака восточного берега и салака Финского залива впервые нерестится в 3 года, а морская осенняя салака в 3—4 года. На юге и западе салака достигает половой зрелости в возрасте 2—3 года.
Плодовитость весенней салаки из восточной части Финского залива в среднем 10,6 тыс. икринок. Продолжительность жизни салаки в Балтийском море с юга на север увеличивается. Возраст наиболее старых особей в северной части Балтики достигает 19 лет.
В уловах преобладает рыба 2—4 лет, длиной на севере 12—17 см, в центральной части восточного побережья — 15—20 см, на юге — 18—22 см.

### Питание

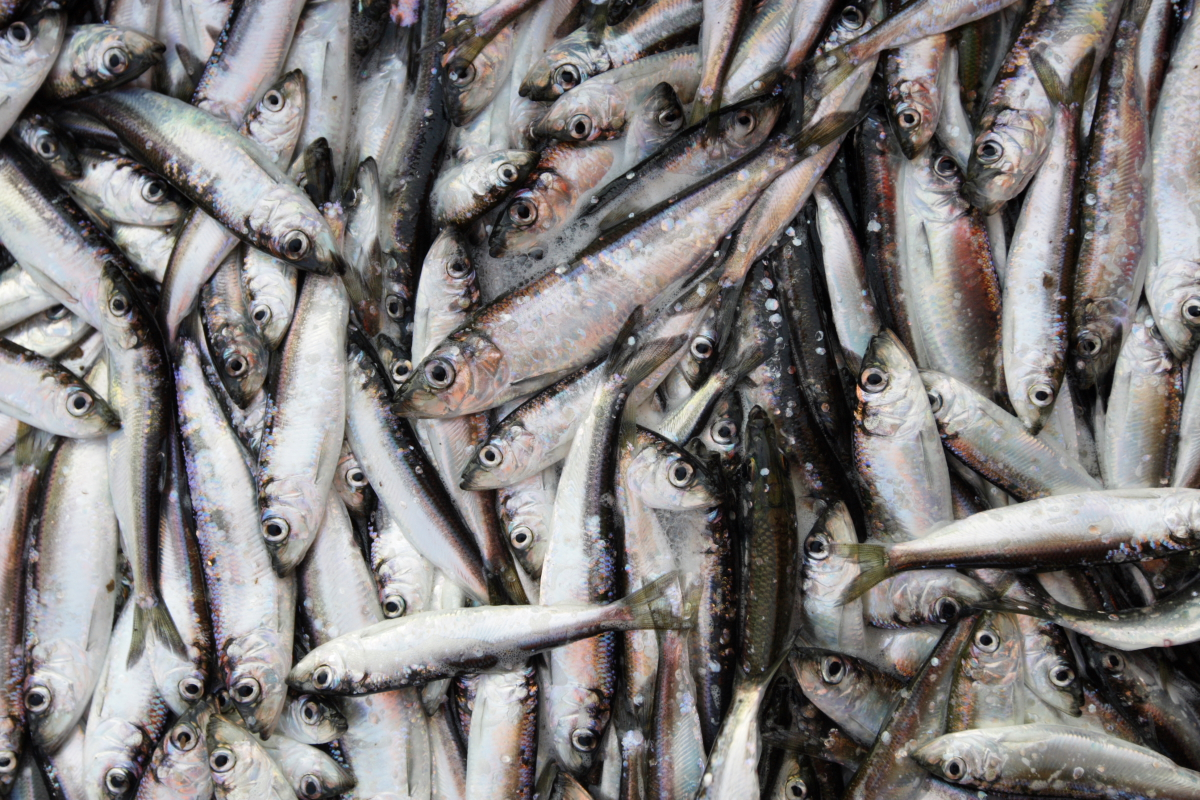
Салака

Основную пищу осенью, зимой и весной составляют веслоногие рачки Limnocalanus и Eurytemora. В июле — августе и начале сентября (в Лужской и Копорской губах) первое место в питании салаки занимают ветвистоусые рачки Bosmina и Daphnia. Гигантские салаки поедают колюшек. Конкурентом в питании салаки является шпрот или килька (Sprattus sprattus balticus), которая питается в основном тем же, что и салака.
Икра и личинки салаки служат пищей колюшке и бельдюге, молодую салаку поедает треска, лосось; взрослая салака может стать объектом нападения миноги.

### Миграции
Салака периодически подходит из открытых участков моря в береговую зону и отходит обратно. Весной подходит к берегам на мелкие места или держится в поверхностных горизонтах. Летом, когда вода на мелких местах и в поверхностных горизонтах прогреется до 16 °С, салака уходит в открытые участки на глубокие места и держится в средних горизонтах. В начале осени, с охлаждением поверхностных слоев воды, вновь поднимается в верхние слои и выходит на мелководья. В конце осени, с наступлением сильного охлаждения воды, салака опять отходит на глубокие места и держится в придонных слоях воды.

## Промысел и применение
Промышляют салаку круглый год. Ловят сетями (ставными и плавными), ловушками (мережными заколами и ставными неводами) и закидными неводами.
Около половины всего улова идет на приготовление консервов и пресервов. Путём особого (полугорячего) копчения получают копченую салаку, известную под названием «копчушек». Часть улова реализуется в охлаждённом или мороженом виде. Салаку солят, коптят, жарят в масле и запекают в сметане и с укропом, она является эстонской народной рыбой и финским национальным блюдом.